# Опатов (станція метро)
50°01′40″ пн. ш. 14°30′30″ сх. д. / 50.02778° пн. ш. 14.50833° сх. д.
Опатов (чеськ. Opatov) — станція Празького метрополітену. Розташована на лінії C між станціями «Ходов» та «Гає». Колишня назва — «Дружби».
Розташована у житловому мікрорайоні Ходов, неподалік від автомагістралі D1 на Брно. Від станції розходяться приміські автобусні маршрути.
Станція має один наземний вестибюль, сполучений зі станційним залом сходами.
Конструкція станції — однопрогінна (глибина — 11 м) з однією острівною платформою.